# Carlos Kleiber
Carlos Luis Bonifacio Kleiber [Kárlos Klájber], nemški dirigent, * 3. julij 1930, Berlin, Nemčija, † 13. julij 2004, Konjšica pri Litiji, Slovenija.

## Življenjepis
Karl Ludwig Bonifacius Kleiber se je rodil v Berlinu kot sin slavnega dirigenta Ericha Kleiberja. Kot deček se je z očetom, ki je v znak protesta proti nacizmu odstopil s svojega mesta dirigenta Berlinske državne opere, preselil v Buenos Aires. Glasbo je študiral v Buenos Airesu, svojo dirigentsko kariero pa je začel v Nemški operi ob Renu v Düsseldorfu, nadaljeval v Zürichu, pozneje pa je redno delal v Stuttgartu in Münchnu, gostoval pa po Evropi (največ na Dunaju, Milanu in Londonu), na Japonskem, kjer je užival izredno popularnost, in v ZDA
V Združenem kraljestvu je prvič nastopil leta 1966 ob gostovanju stuttgartske opere na Edinburškem festivalu, in to z uprizoritvijo opere Wozzeck Albana Berga, dela, katerega praizvedbo je leta 1925 dirigiral njegov oče Erich Kleiber. V ZDA je debitiral z Verdijevim Otellom.
Kleiber se je večinoma zadrževal daleč od oči javnosti in skupaj z ženo Stanko Brezovar, baletno plesalko, sta pogosto preživljala čas v Konjšici ter obiskovala njene sorodnike. Posnel je le malo skladb, a skoraj vse, ki jih je posnel, veljajo za odlične. Njegovi izvedbi Beethovnove pete in sedme simfonije z Dunajskim filharmoničnim orkestrom veljata za legendarni.
Ženo Stanko je preživel za sedem mesecev. Umrl je med nekajdnevnim obiskom v Konjšici pri Litiji (urejal je nagrobni spomenik za ženo), kjer sta skupaj z ženo tudi pokopana. Na isti dan je deset let kasneje (2014) umrl ameriški dirigent Lorin Maazel.